# لئو نویگباوئر
لئو نویگباوئر (آلمانی: Leo Neugebauer؛ زادهٔ ۱۹ ژوئن ۲۰۰۰) ورزشکار دهگانه کامرونی‌تبار اهل آلمان است.